# 5347 Orestelesca
5347 Orestelesca è un asteroide della fascia principale. Scoperto nel 1985, presenta un'orbita caratterizzata da un semiasse maggiore pari a 3,0106516 au e da un'eccentricità di 0,0391650, inclinata di 11,09059° rispetto all'eclittica.
L'asteroide era stato inizialmente battezzato 5347 Ericchristensen per poi essere corretto nella denominazione attuale. L'eponimo venne poi attribuito all'asteroide 13858 Ericchristensen.
Inoltre l'eponimo Orestelesca era stato inizialmente assegnato a 217366 Mayalin che ricevette poi l'attuale denominazione.
L'asteroide è dedicato all'astrofilo italiano Oreste Lesca.